# Dekanat niemański
Dekanat niemański – jeden z 2 dekanatów eparchii czerniachowskiej Rosyjskiego Kościoła Prawosławnego. Obejmuje cerkwie położone w rejonach: niemańskim, sławskim, krasnoznamieńskim, polesskim oraz w Sowiecku w 
obwodzie królewieckim.
Funkcję dziekana pełni protojerej Nikifor Mielnik.

## Cerkwie w dekanacie[1]
- Cerkiew Świętych Cyryla i Metodego w Bolszakowie

Cerkiew Iwerskiej Ikony Matki Bożej w Bolszakowie
Cerkiew św. Spirydona w Gromowie
Cerkiew św. Mikołaja w Ochotnym
Cerkiew św. Serafina z Sarowa w Zalesju
- Cerkiew Zmartwychwstania Pańskiego w Jasnym

Cerkiew Tichwińskiej Ikony Matki Bożej w Jasnym
- Cerkiew Świętych Piotra i Pawła w Krasnoznamiensku

Cerkiew Smoleńskiej Ikony Matki Bożej w Dobrowolsku
Kaplica św. Mikołaja
Kaplica św. Pantelejmona
- Cerkiew Świętych Nowomęczenników i Wyznawców Cerkwi Ruskiej w Niemaniu

Cerkiew Smoleńskiej Ikony Matki Bożej w Niemaniu
Kaplica Ikony Matki Bożej „Władająca”
- Cerkiew św. Tichona, Patriarchy Moskiewskiego w Polessku

Cerkiew św. Sergiusza z Radoneża w Sławianskim
Cerkiew św. Mikołaja w Zaliwinie
- Cerkiew św. Jana Kronsztadzkiego w Sławsku
- Cerkiew św. Jana Teologa w Sosnowce
- Sobór Trzech Świętych Hierarchów w Sowiecku

Cerkiew Poczajowskiej Ikony Matki Bożej w Sowiecku
Kaplica Ikony Matki Bożej „Uzdrowicielka”
Kaplica Ikony Matki Bożej „Wszystkich Strapionych Radość”
Kaplica Ikony Matki Bożej „Życiodajne Źródło”
Kaplica Świętych Marty i Marii
Kaplica św. Pantelejmona
- Cerkiew Trójcy Świętej w Sowiecku
- Cerkiew Wprowadzenia Matki Bożej do Świątyni w Timofiejewie
- Cerkiew Włodzimierskiej Ikony Matki Bożej w Uljanowie